# カルベジロール
カルベジロール（Carvedilol）はアドレナリンαβ受容体遮断薬のひとつで、高血圧・狭心症・心不全治療薬である。交感神経β受容体遮断薬としては第三世代に分類され、β1受容体とβ2受容体の両者を阻害する。世界各国で用いられているが、日本での代表的製品名は「アーチスト」。後発医薬品（ジェネリック医薬品）も発売されている。

## 薬理
カルベジロールは、アドレナリン受容体のうちα1受容体、β1受容体、β2受容体を非選択的に阻害する。
- β1受容体は心拍数などの制御に関わっている。カルベジロールはβ1受容体阻害により心拍出量の低下をもたらす。
- β2受容体は一部の血管・気管支拡張などに関わっている。カルベジロールは腎動脈や気管支などの拡張を阻害する。
- α1受容体は末梢の血管収縮などに関わっている。カルベジロールにより、血管が拡張し、血管抵抗の低下と血圧の低下をもたらす。

それぞれの受容体阻害比率は、β1受容体遮断効力：β2受容体遮断効力＝7：1
、α受容体遮断効力：β受容体遮断効力＝1：8とされている。

## 効能・効果
- 本態性高血圧症
- 腎実質性高血圧症
- 狭心症
- 虚血性心疾患又は拡張型心筋症に基づく慢性心不全

## 副作用
主な副作用には めまい, 倦怠感, 低血圧, 喘息発作,  徐脈などがある。